# Luciano Macías
Luciano Macías   (Ancón, 28 de maig de 1935 - Guayaquil, 4 d'agost de 2022) és un exfutbolista equatorià de la dècada de 1960.
Fou 23 cops internacional amb la selecció de l'Equador.
Pel que fa a clubs, defensà els colors de Barcelona Sporting Club, Español de Zulia i Miami Gatos.